# Zdzisław Skowroński

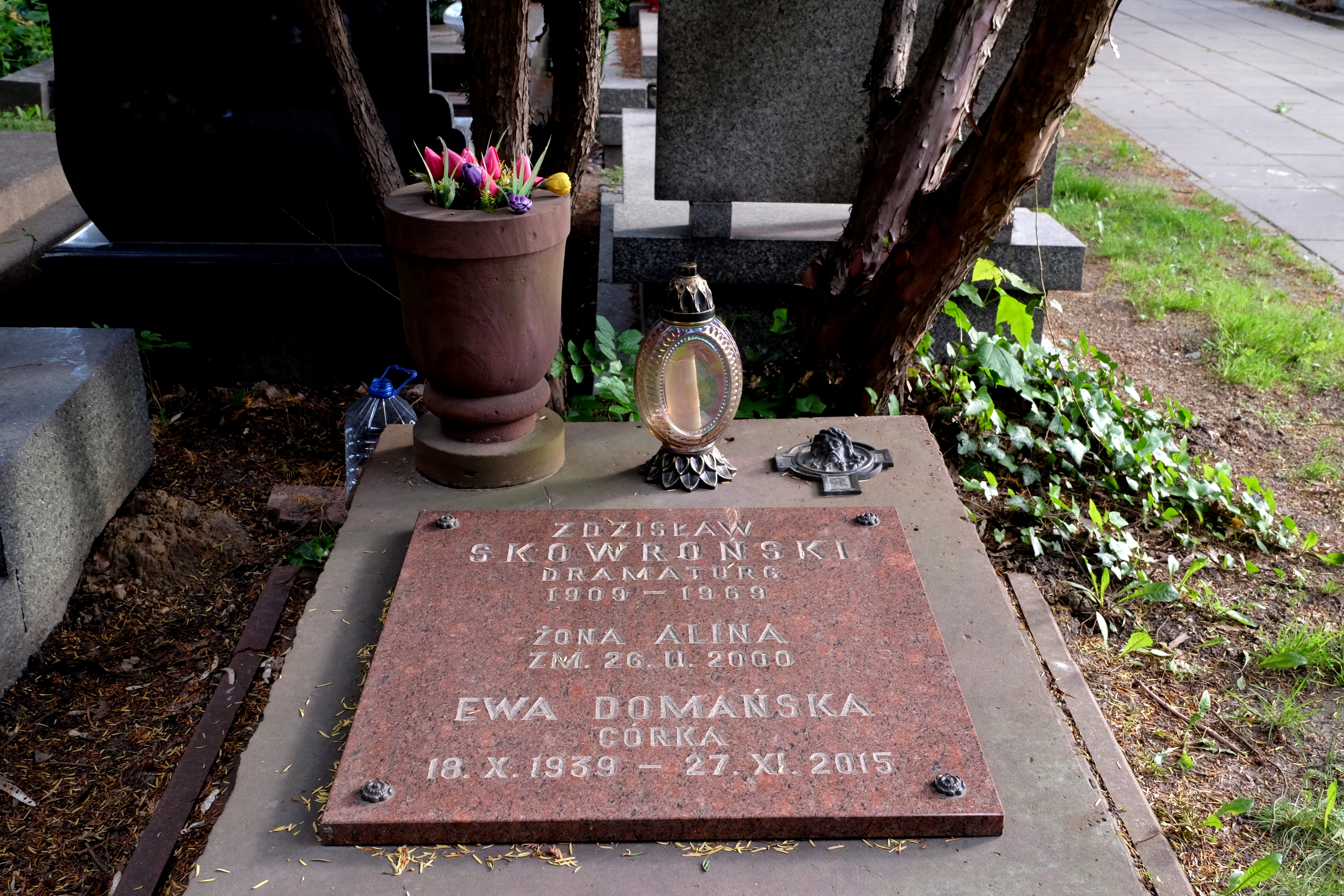
Grób Zdzisława Skowrońskiego na cmentarzu Wojskowym na Powązkach w Warszawie

Zdzisław Skowroński (ur. 21 marca 1909 w Samborze, zm. 30 października 1969 w Warszawie) – polski pisarz, dramaturg i scenarzysta filmowy.

## Życiorys
Urodził się w rodzinie Jana i Pauliny z domu Świechło. Po ukończeniu gimnazjum w Krakowie (1928) i prawa na Uniwersytecie Jagiellońskim (1935), został urzędnikiem w zarządzie Związku Zawodowego Pracowników Ubezpieczeń Społecznych.
Brał udział w kampanii wrześniowej, okres okupacji niemieckiej spędził w oflagach II B Arnswalde i II D Gross-Born. Wspólnie z Leonem Kruczkowskim i Józefem Słotwińskim kierował jenieckim Teatrem Symbolów w Oflagu Gross-Born.
Po wojnie pracował początkowo jako urzędnik na Śląsku, w latach 1947–1955 był wicedyrektorem Biura Kultury i Oświaty przy Prezydium Rządu. W 1948 zaczął pisać sztuki teatralne, początkowo wraz z J. Słotwińskim (m.in. Imieniny pana dyrektora). W 1954 został kierownikiem literackim Teatru Nowej Warszawy (później Teatr Młodej Warszawy, a od 1957 w Teatr Klasyczny); funkcję tę pełnił do 1963. W latach 1957–1968 był również kierownikiem literackim Zespołu Filmowego Iluzjon. Był autorem popularnych sztuk, m.in.: Maturzyści, Kuglarze, W czepku urodzona, widowisk telewizyjnych Głos, Notes, Mistrz) oraz scenariuszy filmowych. W 1974 PIW wydał jego Dramaty.
Zmarł w Warszawie, pochowany na cmentarzu Wojskowym na Powązkach (kwatera A32-3-25).

## Filmografia (scenariusz)
- 1957 – Kapelusz pana Anatola
- 1959 – Inspekcja pana Anatola
- 1959 – Sygnały
- 1960 – Marysia i krasnoludki
- 1961 – Historia żółtej ciżemki
- 1963 – Yokmok
- 1964 – Agnieszka 46
- 1964 – Banda
- 1966 – Mistrz
- 1967 – Katarynka
- 1967 – Człowiek, który zdemoralizował Hadleyburg
- 1967 – Duch z Canterville
- 1967 – Zmartwychwstanie Offlanda
- 1967 – Zwariowana noc
- 1968 – Hrabina Cosel
- 1968 – Hrabina Cosel (serial)
- 1969 – Znicz olimpijski
- 1972 – Kopernik
- 1972 – Kopernik (serial)

## Ordery i odznaczenia
- Krzyż Oficerski Orderu Odrodzenia Polski (1956)
- Krzyż Kawalerski Orderu Odrodzenia Polski (1949)
- Odznaka „Zasłużony Działacz Kultury” (1968)

Źródło:.

## Nagrody
- 1955 – wyróżnienie Podkomitetu Literatury i Sztuki Nagrody Państwowej za sztukę Maturzyści[5]
- 1964 – III nagroda w Konkursie na widowisko telewizyjne o tematyce współczesnej za tekst sztuki Mistrz (ex aequo z Marianem Promińskim)
- 1965 – nagroda Komitetu ds. PRiTv za twórczość oryginalną, opracowania i adaptacje dla Teatru Tv
- 1967 – nagroda ministra kultury i sztuki II stopnia za twórczość dramaturgiczną ze szczególnym uwzględnieniem teatru i Tv
- 1967 – Nagroda Państwowa II stopnia[2]
- 1970 – Nagroda Państwowa I stopnia (zespołowa) za tekst sztuki Mistrz zrealizowany w Teatrze Tv

Źródło:.